# Atenska akropola
Atenska Akropola (stara grščina: Ἀκρόπολις; moderna grščina: Ακρόπολη Αθηνών  Akrópoli Athinón) je starodavna citadela na visoki pečini nad mestom Atene z ostanki več antičnih zgradb velikega arhitekturnega in zgodovinskega pomena, najbolj znan pa je Partenon. Beseda akropolis izvira iz grške besede ἄκρον (akron, "rob, okončina") in πόλις (polis, "mesto"). Čeprav so v Grčiji številne druge akropole, je atenska splošno znana kot Akropola brez dodatne oznake.
Dokazano je, da je bil hrib poseljen že v 4. tisočletju pred našim štetjem. Periklej je (okrog 495 do 429 pr. n. št.) v 5. stoletju pred našim štetjem usklajeval gradnjo najpomembnejših stavb tega območja, vključno s Partenonom, Propilejami, Erehtejonom in templjem Atene Nike . Partenon in druge stavbe so bile hudo poškodovane leta 1687 med obleganjem Benečanov v morejski vojni, ko so Partenon uporabljali za shranjevanje smodnika in ga je zadela topovska krogla.
Akropola je bila 26. marca 2007 uradno razglašena kot vrhunski spomenik in je na seznamu evropske kulturne dediščine spomenikov.
Od leta 1987 je na seznamu Unescove svetovne dediščine.

## Zgodovina

### Zgodnja poselitev
Akropola je na ploščadi na vrhu skale, ki se dviga 150 m nad morsko gladino v mestu Atene, s površino približno 3 hektarjev. Znana je bila tudi kot Kekropija po legendarnem ustanovitelju Aten, Kekropsu, prvem atenskem kralju. Najzgodnejše najdbe segajo v srednje neolitsko obdobje, ko so odkrili bivališča iz zgodnjega neolitika (6. tisočletje pred našim štetjem). Ni dvoma, da je mikenski megaron stal na hribu v pozni bronasti dobi. Ohranjeno ni nič, razen morda ena baza  apnenčevega stebra in kosi več stopnic iz peščenjaka. Kmalu potem ko je bila palača zgrajena, je bil zgrajen kiklopski zid, dolg 760 metrov, do 10 metrov visok in širok od 3,5 do 6 metrov. Ta zid naj bi bil glavna obramba Akropole do 5. stoletja. Sestavljen je bil iz dveh parapetov, zgrajenih z velikimi kamnitimi bloki, utrjenimi z zemeljsko malto, imenovano emplekton (grško ἔμπλεκτον). Zid temelji na mikenski navadi, da je treba slediti naravnemu obrisu terena, vrata so bila nagnjena s parapetom ali pregrado in previsnim stolpom v desnem boku, s čimer je bila olajšana obramba. Še dva manjša pristopa sta bila na hribu na severni strani po strmih, ozkih stopnicah, vrezanih v skalo. Verjetno se Homer sklicuje na te utrdbe, ko omenja "močno grajeno hišo Erehtejon" (Odisej 7.81). Pred 13. stoletjem pred našim štetjem je potres povzročil razpoko v bližini severovzhodnega roba Akropole. Ta razpoka se je razširila na okoli 35 metrov na temelju iz mehkega laporja, v katerem je bil izkopan vodnjak. Zgradili so stopnice, ki so bile neprecenljive za zaščito vira pitne vode med obleganjem v mikenskem obdobju.

### Temno obdobje
Za obstoj mikenske palače na vrhu atenske Akropole ni prepričljivih dokazov, a se zdi, da so jo nadomestili s poznejšo gradnjo. O arhitekturni podobi Akropole do arhaične dobe ni veliko znanega. V 7. in 6. stoletju pred našim štetjem je mesto prevzel Kilon med neuspelim kilonskim uporom  in dvakrat Pejzistrat: vsi poskusi so bili namenjeni pridobitvi politične moči. Pejzistrat je zgradil vstopna vrata ali propileje in morda začel graditi zgodnejši tempelj, kjer je Partenon. Našli so fragmente obdelanega apnenca kakor tudi temelje velikega nedokončanega templja. Zdi se, da je bil devetvratni zid ali eneapilon  zgrajen okoli največjega vodnega izvira "klepsidre" na severozahodnem vznožju.

### Arhaična akropola
Tempelj Atene Palade (zaščitnice mesta) je bil zgrajen okoli 570–550 pr. n. št. Ta dorska apnenčasta zgradba, mnogi njeni deli so ohranjeni, se imenuje Hekatompedon (beseda pomeni 100 čevljev dolg, to je približno 30 metrov, čeprav je dolg 46 metrov), Ur-Partenon (nemško za "originalni Partenon" ali "enostavni Partenon"), H-Architecture ali tempelj Bluebeard po pedimentalnem kipu tritelesnega človeka kače, katere brada je temno modra. Ali je ta tempelj nadomestil starejšega ali samo svetišče ali oltar, ni znano. Verjetno je bil zgrajen tam, kjer je zdaj Partenon.
Med letoma 529−520 pred našim štetjem je Pejzistrat zgradil še en tempelj, "Stari Atenin tempelj", imenovan Arhaios Neōs (ἀρχαῖος νεώς, "antični tempelj"). Ta tempelj Atene Palade je bil zgrajen ob Doerpfeldovih temeljih, med Erehtejonom in še Partenonom. Uničili so ga Perzijci leta 480 pred našim štetjem, a je bil verjetno obnovljen, saj je bila leta 454 pred našim štetjem zakladnica Atiško-delske pomorske zveze prenesena v njegov opistodomos. Tempelj so morda požgali 406/405 pr. n. št., kot omenja Ksenofont. Pavzanias ga ne omenja v svojem Opisu Grčije iz 2. stoletja n. št.
Okoli 500 pred našim štetjem je bil Ur-Partenon razstavljen, da bi našli prostor za novejšo in večjo zgradbo, "Starejši Partenon" (pogosto imenovan Prepartenon, "zgodnji Partenon"). Atenci so se odločili, da ustavijo gradnjo Olimpejona – tempelj olimpskega Zevsa, ki je bil povezan s tiranom Pejzistratom in njegovimi sinovi. Za gradnjo starejšega Partenona so uporabljali pirejski apnenec. Da bi uredili prostor, so južni del vrha zravnali in dodali okoli 8000 dvotonskih blokov apnenca, ki so temelj, na nekaterih točkah 11 m globok, in preostalo napolnili z zemljo ter prostor obdali s podpornim zidom. Po zmagoviti bitki pri Maratonu leta 490 pred našim štetjem je bil načrt spremenjen in uporabljen marmor namesto apnenca. Apnenčasti del zgradbe se imenuje Prepartenon I, faza iz marmorja pa Prepartenon II. Leta 485 pred našim štetjem je gradnja zastala s shranjenimi viri, ko je Kserks I. zasedel prestol.
Starejši Partenon je bil še vedno v gradnji, ko so leta 480 pred našim štetjem Perzijci zavzeli mesto. Stavba je bila požgana in izropana skupaj z Antičnim templjem in praktično z vsem na skali. Ko se je perzijska kriza umirila, so Atenci vključili mnoge arhitekte, da bi dokončali tempelj (stebre, triglife, metope itd.) v novozgrajenem severnem obrambnem zidu Akropole, ki je bil pomemben "vojaški spomenik" in ga je še danes mogoče videti. Opustošeno mesto je bilo očiščeno naplavin. Kipe, kultne predmete, verske darove in nepopravljive arhitekturne elemente so slovesno pokopali v več globoko izkopanih jam na hribu, ki so bili priročno polnilo za ustvarjanje umetne planote okoli klasičnega Partenona. Te "perzijske razbitine" so najbogatejši arheološki ostanki, izkopani na Akropoli, in so znani po vsej Grčiji.

### Periklejev program gradnje
Po zmagi v bitki ob reki Evrimedon leta 468 pred našim štetjem sta Kimon in Temistokles odredila rekonstrukcijo južne in severne stene Akropole. Večino velikih templjev, vključno s Partenonom, so obnovili pod vodstvom Perikleja v zlati dobi Aten (460−430 pred našim štetjem). Fidija, velik atenski kipar, ter Iktin in Kalikrat, dva znana arhitekta, so bili odgovorni za obnovo.
Leta 437 pred našim štetjem je arhitekt Mnezikles začel graditi propileje, monumentalna vrata na zahodnem koncu Akropole z dorskimi stebri iz pentelikonskega marmorja, delno zgrajene po starih Peristratovih propilejah. Te kolonade so bile skoraj končane leta 432 pred našim štetjem in so imele dve krili, severno okrašeno s Polignotovimi poslikavami. Približno v istem času je južno od Propilej začel rasti majhen jonski tempelj Atene Nike iz pentelikonskega marmorja s portikom v tetrastilu, ki je ohranjal bistvene elemente grškega oblikovanja templja. Po prekinitvi zaradi peloponeške vojne je bil tempelj končan v času Nikijevega miru med 421 in 409 pred našim štetjem.
Gradnja elegantnega templja Erehtejona iz pentelikonskega marmorja (421–406 pred našim štetjem) je bila v skladu s kompleksnim načrtom, ki je upošteval izredno neraven teren in potrebo, da se izognejo več svetiščem na tem območju. Vhod, obrnjen proti vzhodu, sestavlja šest jonskih stebrov. Tempelj ima dva portika, enega na severozahodnem vogalu z jonskimi stebri, drugega na jugozahodu, ki ju nosijo ogromne ženske figure ali kariatide. Vzhodni del templja je bil posvečen Ateni Paladi, zahodni del pa kultu arhaičnega kralja Pozejdona-Erehteja z oltarji Hefajstu in Vutusu, bratu Erehteja. Malo je znano o prvotnem načrtu notranjosti, ki je bila uničena v požaru v 1. stoletju pred našim štetjem in je bila večkrat obnovljena.
V istem obdobju se je začela gradnja kombinacije svetišč, vključno s templji Atene Palade, Pozejdona, Erehteja, Kekropsa, Herse, Pandarja in Aglavrosa s portiki s kariatidami portiki ali balkoni z njimi. Med templjem Atene Nike in Partenonom je bilo svetišče Artemide Bravronija (ali Bravrejon), boginje, ki se je predstavljala kot medved in so jo častili v demi Bravron. Po Pavzaniasu sta bila v svetišču lesen kip ali hoanon boginje in kip Artemide, ki ga je naredil Praksitel v 4. stoletju pred našim štetjem.
Za Propilejami je prevladoval Fidijev "velikanski bronasti kip Atene Promahos ("Atena, ki vodi v boj"), zgrajen med letoma 450 in 448 pred našim štetjem. Osnova je bila meter in pol visoka, medtem ko je bila skupna višina kipa 9 metrov. Boginja je držala sulico, katere svetlečo konico so lahko videle posadke na ladjah, ko so zaplule okoli rta Sounion, in velikanski ščit na levi strani, okrašen s podobami boja med Kentavri in Lapiti. Drugi spomeniki, ki pa niso ohranjeni, so bili Halkoteka, Pandrozejon, Pandionovo svetišče, Atenin oltar, svetišče Zevsa Polieusa in iz rimskih časov okrogel tempelj Avgusta in boginje Rome.

### Helenistično in rimsko obdobje
V helenističnem in rimskem obdobju so bile mnoge zgradbe na območju Akropole popravljene, saj so bile zaradi starosti in vojn poškodovane . Postavljeni pa so bili tudi novi spomeniki tujih kraljev, zlasti atalidskih iz Pergamona, Atala II. (severozahodno pred Partenonom) in Evmena II. pred Propilejami. Posvečeni so bili v zgodnjem rimskem cesarstvu do Avgusta ali Klavdija (negotovo) oziroma Agripe. Evmen naj bi bil odgovoren za gradnjo stoe na južnem pobočju in ne za Atalovo v Agori spodaj.
V julijsko-klavdijskem obdobju je nastal tempelj Rome in Avgusta, majhna, okrogla stavba, ki stoji približno 23 metrov od Partenona kot zadnja pomembnejša starodavna gradnja na vrhu skale. Približno v istem času je na severnem pobočju v jami poleg tiste, namenjene Panu iz klasičnega obdobja, nastalo svetišče, ki ga je arhon (sodnik) posvetil Apolonu ob začetku svojega mandata. Leta 161 je na južnem pobočju rimski Herod Atiški zgradil svoj veliki amfiteater ali odeon. Stoletje pozneje je bil uničen ob vdoru Herulov, vendar je bil leta 1950 obnovljen.
V 3. stoletju je bilo zaradi grožnje vpada Herulov  popravljeno obzidje na Akropoli in "Beulejeva vrata" izdelana tako, da je bil omejen vhod pred Propilejami. Tako se je Akropola spet začela uporabljati kot trdnjava.

### Bizantinsko, latinsko in otomansko obdobje
V bizantinskem obdobju je bil Partenon spremenjen v cerkev, posvečeno devici Mariji. V času latinske Atenske vojvodine je Akropola delovala kot upravno središče mesta s Partenonom kot svojo stolnico in Propilejami kot delom Knežje palače . Dodan je bil velik "Frankovski stolp", ki so ga porušili v 19. stoletju.
Po osmanski osvojitvi Grčije je bil Partenon sedež posadke turške vojske , Erehtejon je guverner spremenil v zasebni harem. Zgradbe na Akropoli so bile zelo poškodovane leta 1687 pri obleganju Benečanov v morejski vojni. Partenon, ki je bila uporabljen kot skladišče smodnika, je zadel topniški ogenj in ga hudo poškodoval.
V naslednjih letih Akropola ni bila v vrvežu človeške dejavnosti z mnogimi bizantinskimi, frankovskimi in otomanskimi strukturami. Prevladujoča značilnost otomanskega obdobja je bila mošeja v Partenonu skupaj z minaretom. Po grški osamosvojitveni vojni je bila večina vlog iz bizantinskega, frankovskega in otomanskega obdobja odstranjena v poskusu, da bi ponovno vzpostavili spomenik v svoji izvirni obliki, "očiščen" vseh poznejših dopolnitev.

## Arheološki ostanki
Vhod na Akropolo je bil monumentalen prehod, imenovan Propileje. Južno od vhoda je majhen tempelj Atene Nike. V središču Akropole je Partenon ali Tempelj Atene Partenos (devica Atena). Vzhodno od vhoda in severno od Partenona je tempelj Erehtejon. Južno od platoja, ki je vrh Akropole, so tudi ostanki zunanjega gledališča, imenovanega Dionizovo gledališče. Nekaj sto metrov stran pa je zdaj delno rekonstruiran Odeon Heroda Atiškega.
Vsi dragoceni starodavni artefakti so v Muzeju Akropola, ki stoji na južnem pobočju pečine, 280 metrov od Partenona.

### Načrt mesta
Načrt mesta atenske Akropole kaže glavne arheološke ostanke
1. Partenon
2. Stari Atenin tempelj
3. Erehtejon
4. Kip Atene Promahos
5. Propileje
6. Tempelj Atene Nike
7. Elevzinij
8. Svetišče Artemide Bravronija ali Bravrejon
9. Halkoteka
10. Pandrozejon
11. Areforjon
12. Oltar Atene Palade
13. Svetišče Zevsa Poliena
14. Pandionovo svetišče
15. Odeon Heroda Atiškega
16. Evmenejeva stoa
17. Asklepijevo svetišče ali Asklepijon
18. Dionizovo gledališče
19. Periklejev odeon
20. Temen Dionizijevega gledališča
21. Aglavrejon

## Projekt obnove Akropole
Obnova se je začela leta 1975 in bo kmalu končana. Želeli so ustaviti propadanje po stoletjih izčrpavanja, onesnaževanja, uničevanja zaradi vojn in zgrešene zadnje obnove. Projekt je vključeval zbiranje in prepoznavanje vseh fragmentov kamna, celo manjših, na Akropoli in njenih pobočjih. S pomočjo izvirnega gradiva so jo želeli obnoviti (anastiloza (grško ana – ponovno, stilos – steber) je arheološki pojem, ki označuje delno rekonstrukcijo z izvirnimi deli) z zmerno uporabo novega marmorja z gore Pentelikon. Obnavljali so s pomočjo titanovih klinov, obnova je bila zasnovana reverzibilno, tako da bodo prihodnji strokovnjaki stvari spremenili. Uporabljena je bila kombinacija vrhunske sodobne tehnologije in obsežnih raziskav ter obuditev starodavnih tehnik.
Kolonade Partenona, v glavnem uničene zaradi beneškega bombardiranja v 17. stoletju, so bile obnovljene, veliko napačno sestavljenih stebrov je zdaj pravilno obnovljenih. Streho in tla Propilej so delno obnovili z deli strehe iz novega marmorja, okrašenega z modrimi in zlatimi vložki tako kot v izvirniku. Obnova templja Atene Nike je bila končana leta 2010.
Obnovljenih je bilo skupaj 2675 ton arhitekturnih členov, 686 kamnov ponovno sestavljenih iz drobcev originalov, 905 zakrpanih z novim marmorjem in 186 delov v celoti izdelanih iz novega marmorja. Skupno je bilo uporabljenih 530 kubičnih metrov novega pentelikonskega marmorja.

## Kulturni pomen
Vsaka štiri leta Atenci prirejajo festival, imenovan panatenaja, ki obuja priljubljenost olimpijskih iger. Na festivalu procesija potuje skozi mesto po panatenajski poti in doseže vrhunec na Akropoli. Z novim plaščem iz tkane volne (peplos) ogrnejo kip Atene Palade v Erehtejonu (vsako leto) ali kip Atene Partenos v Partenonu (vsaka štiri leta ob veliki panatenaji).
V poznejši tradiciji zahodne civilizacije in klasične oživitve Akropole, vsaj od sredine 18. stoletja dalje, se pogosto omenja kot ključni simbol grške zapuščine in slave klasične Grčije.

## Muzej atenske Akropole
Pet let po napovedanem odprtju so leta 2009 v Atenah za javnost odprli nov muzej ob znameniti Akropoli. Končali naj bi ga že med olimpijskimi igrami leta 2004 , a se je projekt zavlekel zaradi pomanjkanja denarja in nasprotovanja varuhov zgodovinskega spomenika.  Poleg tega je bila ves čas tudi polemika o marmornem frizu (trikotnem reliefu) s Partenona, ki so ga leta 1806 odpeljali v Združeno kraljestvo in je zdaj razstavljen v Britanskem muzeju v Londonu.
Grki zahtevajo njegovo vrnitev, toda Britanci so se odločili, da bo ostal v Londonu. V muzeju je razstavljena njegova kopija. Z novim muzejem naj bi  obvarovali zgodovinski akropolski grič, saj bi večino turistov preusmerili v novo poslopje. V zgradbi je v treh nadstropjih na 25.000 m² razstavljenih 350 akropolskih artefaktov.